# Michael Fox (1921–1996)
Michael Fox (ur. 27 lutego 1921 w Yonkers, zm. 1 czerwca 1996 w Woodland Hills) – amerykański aktor. Występował w roli Saula Feinberga w operze mydlanej Moda na sukces.

## Filmografia
- 1995: Nowojorscy gliniarze (NYPD Blue) jako Rabbi Rosenthal (gościnnie)
- 1994: Ostry dyżur (ER) jako pan Bozinsky (gościnnie)
- 1989–1993: Moda na sukces (Bold and the Beautiful, The) jako Saul Feinberg
- 1988: Skazana na morderstwo (She Was Marked for Murder)
- 1987: Więcej niż wszystko (Over the Top) jako Jim Olson
- 1985–1989: Twilight Zone, The jako Tom Carter (1985) (gościnnie)
- 1985–1992: MacGyver jako Burak (gościnnie)
- 1984–1991: Detektyw Hunter (Hunter) jako sędzia (gościnnie)
- 1982–1986: Nieustraszony (Knight Rider) jako Phil (gościnnie)
- 1982–1983: Voyagers! jako Isaac Wolfstein (gościnnie)
- 1982–1988: St. Elsewhere (gościnnie)
- 1982–1988: Cagney i Lacey (Cagney & Lacey) jako Nat Weinreich (gościnnie)
- 1978–1984: Fantasy Island jako pan McCloud (gościnnie)
- 1976–1983: Quincy jako kapitan straży pożarnej (gościnnie)
- 1974–1975: Kolchak: The Night Stalker jako Frank Wesley (gościnnie)
- 1974: Najdłuższy jard (Longest Yard, The) jako Matt 'Killer' Farrell
- 1974–1975: Lucas Tanner jako dr Wells (gościnnie)
- 1974–1980: Rockford Files, The jako Spiker (gościnnie)
- 1973: Columbo: Najniebezpieczniejsza partia (Columbo: The Most Dangerous Match) jako dr Benson
- 1972: Columbo: Etiuda w czerni (Columbo: Étude in Black) jako dr Benson
- 1972: Two for the Money jako Administrator szpitala
- 1972–1976: Rookies, The jako doktor Parkman (gościnnie)
- 1972: Judge and Jake Wyler, The jako doktor Simon
- 1971: If Tomorrow Comes jako sędzia
- 1971–1972: O’Hara, U.S. Treasury jako dr Julian (gościnnie)
- 1970: Krwawa mamuśka (Bloody Mama) jako dr Roth
- 1970: Horror w Dunwich (Dunwich Horror, The) jako dr Raskin
- 1969: Seven in Darkness jako pilot
- 1968–1973: Mod Squad, The jako lekarz (gościnnie)
- 1967–1970: Flying Nun, The jako Ogden (gościnnie)
- 1967–1975: Ironside jako technik (gościnnie)
- 1966–1973: Mission: Impossible jako dr Levya (gościnnie)
- 1966–1968: Batman jako Insp. Basch (gościnnie)
- 1965–1969: Big Valley, The jako DeKoven (1965) / MacGowan (1966) / Jonathan Williams (1969) (gościnnie)
- 1965–1968: Zagubieni w Kosmosie (Lost in Space) jako Summit (gościnnie)
- 1965: Angel's Flight
- 1965–1969: Wild Wild West, The jako Gillespie (gościnnie)
- 1964: Misadventures of Merlin Jones, The jako Kohner
- 1963–1966: Prawo Burke’a (Burke’s Law) jako M. E. George McLeod
- 1962–1971: Virginian, The jako strażnik więzienia (niewymieniony w czołówce) (1962) (gościnnie)
- 1962: Co się zdarzyło Baby Jane? (What Ever Happened to Baby Jane?) jako Młoda Blanche Hudson
- 1961–1963: Dick Powell Show, The jako Adwokat (gościnnie)
- 1960: Pokochajmy się (Let's Make Love) jako aktor w roli Clementa (niewymieniony w czołówce)
- 1959–1963: Nietykalni (Untouchables, The) jako Bradley (gościnnie)
- 1959–1965: Strefa mroku (Twilight Zone, The) jako lekarz / Marsjanin / Psychiatra (gościnnie)
- 1959–1960: Johnny Ringo jako Clint Logan (gościnnie)
- 1959–1963: Dennis the Menace jako Hathaway (gościnnie)
- 1958: Machine – Gun Kelly jako Clinton
- 1958–1963: Rifleman, The jako Trager (gościnnie)
- 1958: Wojna satelitów (War of the Satellites) jako Jason ibn Akad
- 1958–1961: Poszukiwany: żywy lub martwy (Wanted: Dead or Alive) jako Kwakier / Barman Tom (gościnnie)
- 1957: Urlop na lądzie (Kiss Them for Me) jako Korespondent wojenny (niewymieniony w czołówce)
- 1957: Tijuana Story, The jako Ruben Galindo
- 1957–1966: Perry Mason jako Chirurg
- 1957–1965: Wagon Train jako Barman Al (gościnnie)
- 1957–1960: Alcoa Theatre jako ojciec Holze / Hammeker (gościnnie)
- 1957: Top Secret Affair jako Lotzie
- 1955–1957: Science Fiction Theater jako dr Edwards / Dr Norstad / Dr Maxwell / Dr James Kincaid / Dr Gordine (gościnnie)
- 1955–1962: Alfred Hitchcock Presents jako Stolarz (gościnnie)
- 1955: Podbój kosmosu (Conquest of Space) jako Elsbach
- 1955: Running Wild jako Delmar Graves
- 1955–1975: Gunsmoke jako kelner (gościnnie)
- 1955–1956: Casablanca jako Sasha (1955–1956)
- 1954–1990: Disneyland jako Przeprowadzający wywiad telewizyjny (niewymieniony w czołówce) (gościnnie)
- 1954: Gog jako dr Hubertus
- 1953: Serpent of the Nile jako Octavius
- 1953: Bestia z głębokości 20.000 sążni (Beast From 20,000 Fathoms, The) jako ER Doctor
- 1953: Sky Commando jako major Scott
- 1953: Great Adventures of Captain Kidd, The jako Elias Smith, pirat (niewymieniony w czołówce)
- 1953: Killer Ape jako oficer medyczny (nie wymieniony w napisach) (niewymieniony w czołówce)
- 1953: Magnetic Monster, The jako doktor Serny
- 1953–1962: General Electric Theater jako Konsul (gościnnie)
- 1952: Voodoo Tiger jako Karl Werner, jako Heinrich Schultz
- 1952–1957: Ford Television Theatre, The jako porucznik Bernard Shuman (gościnnie)
- 1952–1957: Adventures of Superman jako Zamaskowany przestępca (gościnnie)
- 1952: Last Train From Bombay jako kapitan Tamil
- 1952: Cavalcade of America jako George Wooley (gościnnie)
- 1952: Blackhawk: Fearless Champion of Freedom jako pan Case / Lider
- 1952: Hopalong Cassidy jako Brock Lane (gościnnie)